# Headrick
Headrick – miasto w Stanach Zjednoczonych, w stanie Oklahoma, w hrabstwie Jackson.